# Luka Ivanušec
Luka Ivanušec [lûːka iʋanǔʃets] (* 26. November 1998 in Varaždin) ist ein kroatischer Fußballspieler, der seit 2023 bei Feyenoord Rotterdam unter Vertrag steht. Der Mittelfeldspieler ist seit Januar 2017 kroatischer Nationalspieler.

## Karriere

### Verein
Der in Varaždin geborene Luka Ivanušec begann seine fußballerische Ausbildung beim NK Novi Marof in der gleichnamigen gleichnamigen Kleinstadt, bevor er sich im Jahr 2010 der Jugendabteilung des NK Varaždin anschloss. Fünf Jahre später wechselte er in den Nachwuchs von Lokomotiva Zagreb, Bereits am 20. Dezember 2015 (21. Spieltag) beim 3:0-Auswärtssieg gegen den NK Slaven Belupo debütierte der 17-jährige in der höchsten kroatischen Spielklasse, als er in der 85. Spielminute für Josip Ćorić eingewechselt wurde. Dies blieb sein einziger Einsatz für die erste Mannschaft in der Saison 2015/16. In der darauffolgenden Spielzeit 2016/17 etablierte er sich als Stammkraft im Mittelfeld der Lokosi. Am 3. Dezember 2016 (18. Spieltag) erzielte er beim 4:1-Auswärtssieg gegen Cibalia Vinkovci sein erstes Ligator. Er absolvierte in dieser Saison 22 Ligaspiele, in denen er einen Torerfolg und zwei Vorlagen verbuchen konnte. In der nächsten Saison 2017/18 traf er in 21 Ligaeinsätzen ein Mal und bereitete vier weitere Tore vor. Der Durchbruch gelang ihm letztlich in der Spielzeit 2018/19, in der ihm in 31 Ligaspielen sechs Treffer und fünf Vorlagen gelangen.
Nachdem er in der Saison 2019/20 bereits drei Ligaspiele absolviert hatte, wechselte Ivanušec am 19. August 2019 zum Spitzenverein Dinamo Zagreb. Der Stadtrivale bezahlte für ihn eine Ablösesumme in Höhe von drei Millionen Euro und stattete ihn mit einem Fünfjahresvertrag aus. Sein Debüt bestritt er am 31. August 2019 (7. Spieltag) bei der 0:1-Auswärtsniederlage gegen Hajduk Split. In der Folge startete er regelmäßig für Dinamo. Am 6. November 2019 traf er beim 3:3-Unentschieden gegen Schachtar Donezk erstmals für seinen neuen Verein.
Im August 2023 wechselte er zu Feyenoord Rotterdam in die Eredivise.

### Nationalmannschaft
Luka Ivanušec nahm mit der kroatischen U17-Nationalmannschaft an der U17-Weltmeisterschaft 2015 in Chile teil, wo er in fünf Spielen zum Einsatz kam und ein Tor erzielte. Mit der U19 war er ein Jahr später bei der U19-Europameisterschaft 2016 in Deutschland teil, wo er alle drei Gruppenspiele absolvierte. Insgesamt machte er drei Länderspiele für diese Auswahl, in denen ihm ein Tor erzielte.
Im September 2017 debütierte Ivanušec für die U21. Mit dieser Auswahl nahm er an der U21-Europameisterschaft 2019 in Italien und San Marino teil, wo er in allen drei Spielen zum Einsatz kam. Insgesamt absolvierte er für die U21 19 Länderspiele, in denen ihm fünf Torerfolge gelangen.
Am 11. Januar 2017 debütierte Ivanušec bei einer 2:5-Niederlage nach Verlängerung in einem Testspielpokal gegen Chile für die A-Nationalmannschaft, als er in der Schlussphase der regulären Spielzeit für Franko Andrijašević eingewechselt wurde. Auch drei Tage später gegen China wurde er berücksichtigt und erzielte in dieser Partie sein erstes Tor.
Bei der Europameisterschaft 2021 war er Bestandteil des kroatischen Kaders, welcher bei dem Turnier im Achtelfinale gegen Spanien ausschied.